# Liste des titres musicaux numéro un en Autriche en 1991
Cette page liste les titres numéro un dans les meilleures ventes de disques en Autriche pour l'année 1991.

## Classement des singles
| №  | Date         | Artiste                                      | Titre                                   |
| -- | ------------ | -------------------------------------------- | --------------------------------------- |
| 1  | 4 janvier    | Enigma                                       | Sadeness (Part I)                       |
| 2  | 11 janvier   | Enigma                                       | Sadeness (Part I)                       |
| 3  | 18 janvier   | Enigma                                       | Sadeness (Part I)                       |
| 4  | 25 janvier   | Enigma                                       | Sadeness (Part I)                       |
| 5  | 1er février  | The Righteous Brothers                       | Unchained Melody                        |
| 6  | 8 février    | The Righteous Brothers                       | Unchained Melody                        |
| 7  | 15 février   | The Righteous Brothers                       | Unchained Melody                        |
| 8  | 22 février   | The Righteous Brothers                       | Unchained Melody                        |
| 9  | 1er mars     | The Righteous Brothers                       | Unchained Melody                        |
| 10 | 8 mars       | The Righteous Brothers                       | Unchained Melody                        |
| 11 | 15 mars      | Dr. Alban feat. Leila K                      | Hello Africa                            |
| 12 | 22 mars      | C+C Music Factory featuring Freedom Williams | Gonna Make You Sweat                    |
| 13 | 29 mars      | Roxette                                      | Joyride                                 |
| 14 | 5 avril      | Roxette                                      | Joyride                                 |
| 15 | 12 avril     | Roxette                                      | Joyride                                 |
| 16 | 19 avril     | Roxette                                      | Joyride                                 |
| 17 | 26 avril     | Roxette                                      | Joyride                                 |
| 18 | 3 mai        | Roxette                                      | Joyride                                 |
| 19 | 10 mai       | Roxette                                      | Joyride                                 |
| 20 | 17 mai       | Roxette                                      | Joyride                                 |
| 21 | 24 mai       | Roxette                                      | Joyride                                 |
| 22 | 31 mai       | Roxette                                      | Joyride                                 |
| 23 | 7 juin       | Chesney Hawkes                               | The One and Only                        |
| 24 | 14 juin      | Cher                                         | The Shoop Shoop Song (It's in His Kiss) |
| 25 | 21 juin      | Cher                                         | The Shoop Shoop Song (It's in His Kiss) |
| 26 | 28 juin      | Cher                                         | The Shoop Shoop Song (It's in His Kiss) |
| 27 | 5 juillet    | Scorpions                                    | Wind of Change                          |
| 28 | 12 juillet   | Scorpions                                    | Wind of Change                          |
| 29 | 19 juillet   | Scorpions                                    | Wind of Change                          |
| 30 | 26 juillet   | Scorpions                                    | Wind of Change                          |
| 31 | 2 août       | Scorpions                                    | Wind of Change                          |
| 32 | 9 août       | Scorpions                                    | Wind of Change                          |
| 33 | 16 août      | Scorpions                                    | Wind of Change                          |
| 34 | 23 août      | Scorpions                                    | Wind of Change                          |
| 35 | 30 août      | Scorpions                                    | Wind of Change                          |
| 36 | 6 septembre  | Kate Yanai                                   | Summer Dreaming (Bacardi Feeling)       |
| 37 | 13 septembre | David Hasselhoff                             | Do the Limbo Dance                      |
| 38 | 20 septembre | Kate Yanai                                   | Summer Dreaming (Bacardi Feeling)       |
| 39 | 27 septembre | Bryan Adams                                  | (Everything I Do) I Do It for You       |
| 40 | 4 octobre    | Bryan Adams                                  | (Everything I Do) I Do It for You       |
| 41 | 11 octobre   | Bryan Adams                                  | (Everything I Do) I Do It for You       |
| 42 | 18 octobre   | Bryan Adams                                  | (Everything I Do) I Do It for You       |
| 43 | 25 octobre   | Bryan Adams                                  | (Everything I Do) I Do It for You       |
| 44 | 1er novembre | Bryan Adams                                  | (Everything I Do) I Do It for You       |
| 45 | 8 novembre   | Bryan Adams                                  | (Everything I Do) I Do It for You       |
| 46 | 15 novembre  | Salt'n'Pepa                                  | Let's Talk About Sex                    |
| 47 | 22 novembre  | Salt'n'Pepa                                  | Let's Talk About Sex                    |
| 48 | 29 novembre  | Salt'n'Pepa                                  | Let's Talk About Sex                    |
| 19 | 6 décembre   | Salt'n'Pepa                                  | Let's Talk About Sex                    |
| 50 | 13 décembre  | Salt'n'Pepa                                  | Let's Talk About Sex                    |
| 51 | 19 décembre  | Salt'n'Pepa                                  | Let's Talk About Sex                    |
| 52 | 26 décembre  | Salt'n'Pepa                                  | Let's Talk About Sex                    |

## Classement des albums
| №  | Date         | Artiste                         | Titre                       |
| -- | ------------ | ------------------------------- | --------------------------- |
| 1  | 4 janvier    | Elton John                      | The Very Best of Elton John |
| 2  | 11 janvier   | Elton John                      | The Very Best of Elton John |
| 3  | 18 janvier   | Elton John                      | The Very Best of Elton John |
| 4  | 25 janvier   | Elton John                      | The Very Best of Elton John |
| 5  | 1er février  | Elton John                      | The Very Best of Elton John |
| 6  | 8 février    | The Righteous Brothers          | The Very Best Of            |
| 7  | 15 février   | Elton John                      | The Very Best of Elton John |
| 8  | 22 février   | The Righteous Brothers          | The Very Best Of            |
| 9  | 1er mars     | Jazz Gitti & Her Disco Killers  | A Wunda                     |
| 10 | 8 mars       | Jazz Gitti & Her Disco Killers  | A Wunda                     |
| 11 | 15 mars      | Jazz Gitti & Her Disco Killers  | A Wunda                     |
| 12 | 22 mars      | Jazz Gitti & Her Disco Killers  | A Wunda                     |
| 13 | 29 mars      | Jazz Gitti & Her Disco Killers  | A Wunda                     |
| 14 | 5 avril      | Jazz Gitti & Her Disco Killers  | A Wunda                     |
| 15 | 12 avril     | Roxette                         | Joyride                     |
| 16 | 19 avril     | Roxette                         | Joyride                     |
| 17 | 26 avril     | Roxette                         | Joyride                     |
| 18 | 3 mai        | Roxette                         | Joyride                     |
| 19 | 10 mai       | Eurythmics                      | Greatest Hits               |
| 20 | 17 mai       | Eurythmics                      | Greatest Hits               |
| 21 | 24 mai       | Roxette                         | Joyride                     |
| 22 | 31 mai       | Roxette                         | Joyride                     |
| 23 | 7 juin       | Roxette                         | Joyride                     |
| 24 | 14 juin      | Roxette                         | Joyride                     |
| 25 | 21 juin      | Roxette                         | Joyride                     |
| 26 | 28 juin      | Roxette                         | Joyride                     |
| 27 | 5 juillet    | Roxette                         | Joyride                     |
| 28 | 12 juillet   | Yello                           | Baby                        |
| 29 | 19 juillet   | Cher                            | Love Hurts                  |
| 30 | 26 juillet   | Die Hektiker                    | Endlich                     |
| 31 | 2 août       | Cher                            | Love Hurts                  |
| 32 | 9 août       | Scorpions                       | Crazy World                 |
| 33 | 16 août      | Scorpions                       | Crazy World                 |
| 34 | 23 août      | R.E.M.                          | Out of Time                 |
| 35 | 30 août      | R.E.M.                          | Out of Time                 |
| 36 | 6 septembre  | R.E.M.                          | Out of Time                 |
| 37 | 13 septembre | R.E.M.                          | Out of Time                 |
| 38 | 20 septembre | Dire Straits                    | On Every Street             |
| 39 | 27 septembre | Dire Straits                    | On Every Street             |
| 40 | 4 octobre    | Dire Straits                    | On Every Street             |
| 41 | 11 octobre   | Dire Straits                    | On Every Street             |
| 42 | 18 octobre   | Bryan Adams                     | Waking Up the Neighbours    |
| 43 | 25 octobre   | Bryan Adams                     | Waking Up the Neighbours    |
| 44 | 1er novembre | Rainhard Fendrich               | Nix is fix                  |
| 45 | 8 novembre   | Rainhard Fendrich               | Nix is fix                  |
| 46 | 15 novembre  | Rainhard Fendrich               | Nix is fix                  |
| 47 | 22 novembre  | Rainhard Fendrich               | Nix is fix                  |
| 48 | 29 novembre  | Rainhard Fendrich               | Nix is fix                  |
| 19 | 6 décembre   | Erste Allgemeine Verunsicherung | Watumba                     |
| 50 | 13 décembre  | Erste Allgemeine Verunsicherung | Watumba                     |
| 51 | 19 décembre  | Erste Allgemeine Verunsicherung | Watumba                     |
| 52 | 26 décembre  | Erste Allgemeine Verunsicherung | Watumba                     |